# San Cataldo

Ubicació de San Cataldo dins de la província

San Cataldo (sicilià Santu Catallu o Santu Cataddu) és un municipi italià, situat a la regió de Sicília i a la província de Caltanissetta. L'any 2006 tenia 23.076 habitants. Limita amb Caltanissetta, Mussomeli, Serradifalco i Marianopoli.

## Administració
| Període   | Identitat                        | Partit                  |
| --------- | -------------------------------- | ----------------------- |
| 1997-2007 | Raimondo Torregrossa             | FI                      |
| 2007-2011 | Giuseppe Di Forti                | PdL-FI                  |
| 2011-2013 | Francesco Raimondi               | PD                      |
| 2013-     | Dott.ssa Licia Donatella Messina | Commissario prefettizio |

## Personatges il·lustres
- Giuseppe Alessi, primer president de Sicília

## Galeria d'imatges

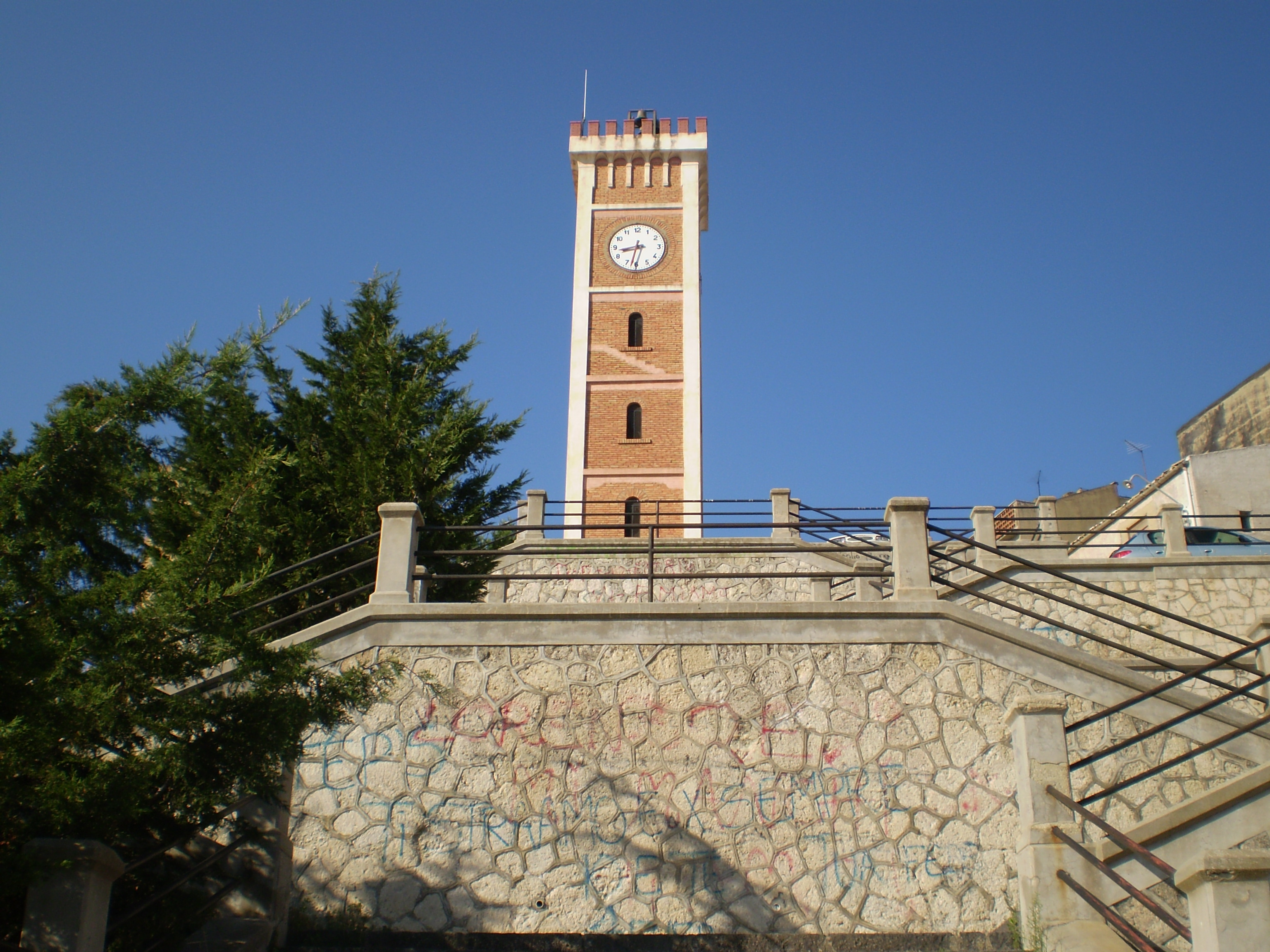
Torre cívica de San Cataldo
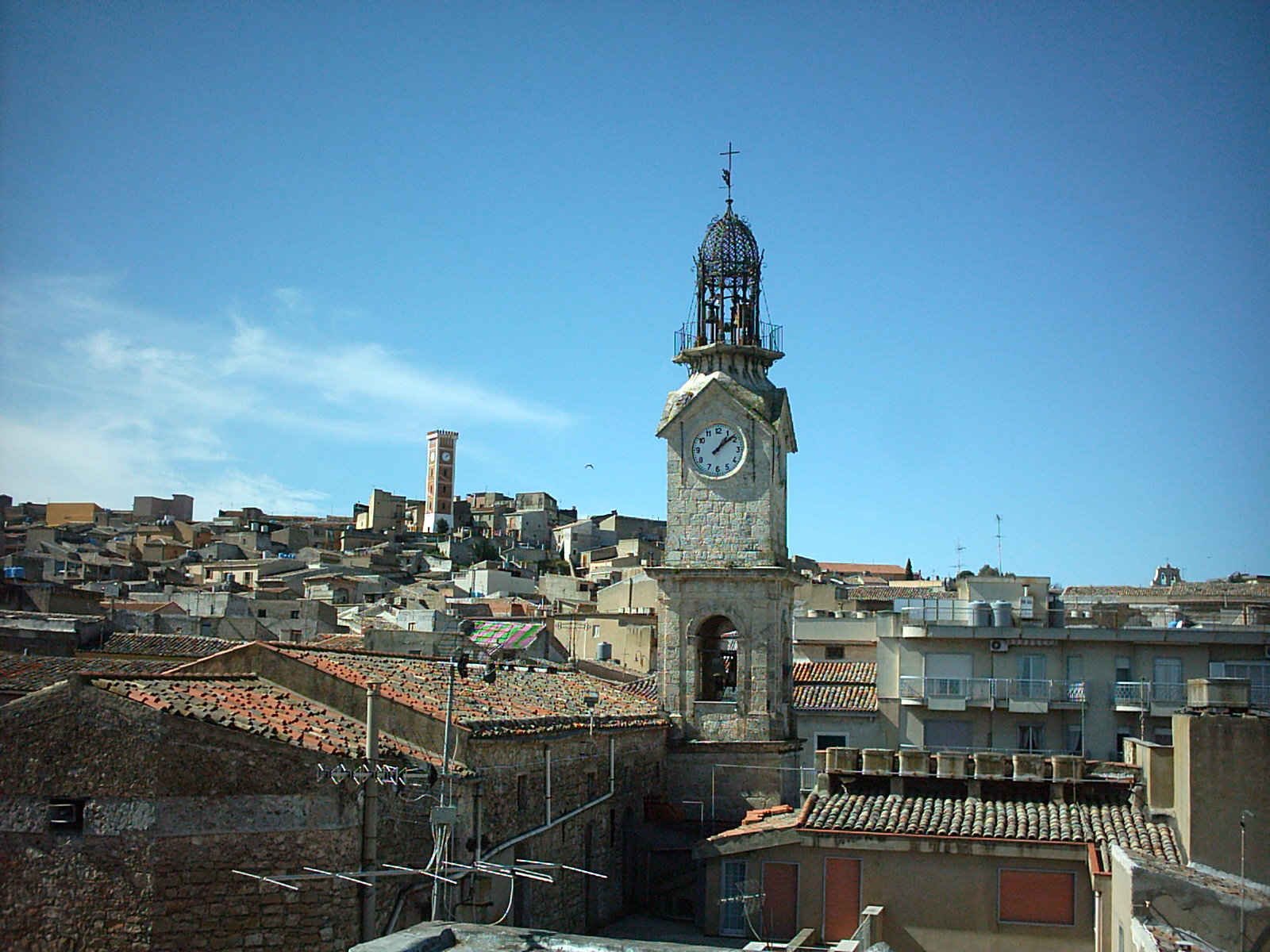
Església Madonna del Rosario
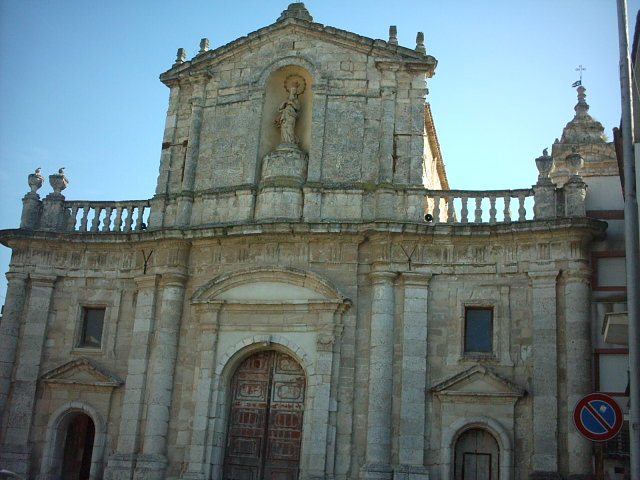
Església de San Cataldo